# Divinità azteche

## Lista di divinità e devozioni

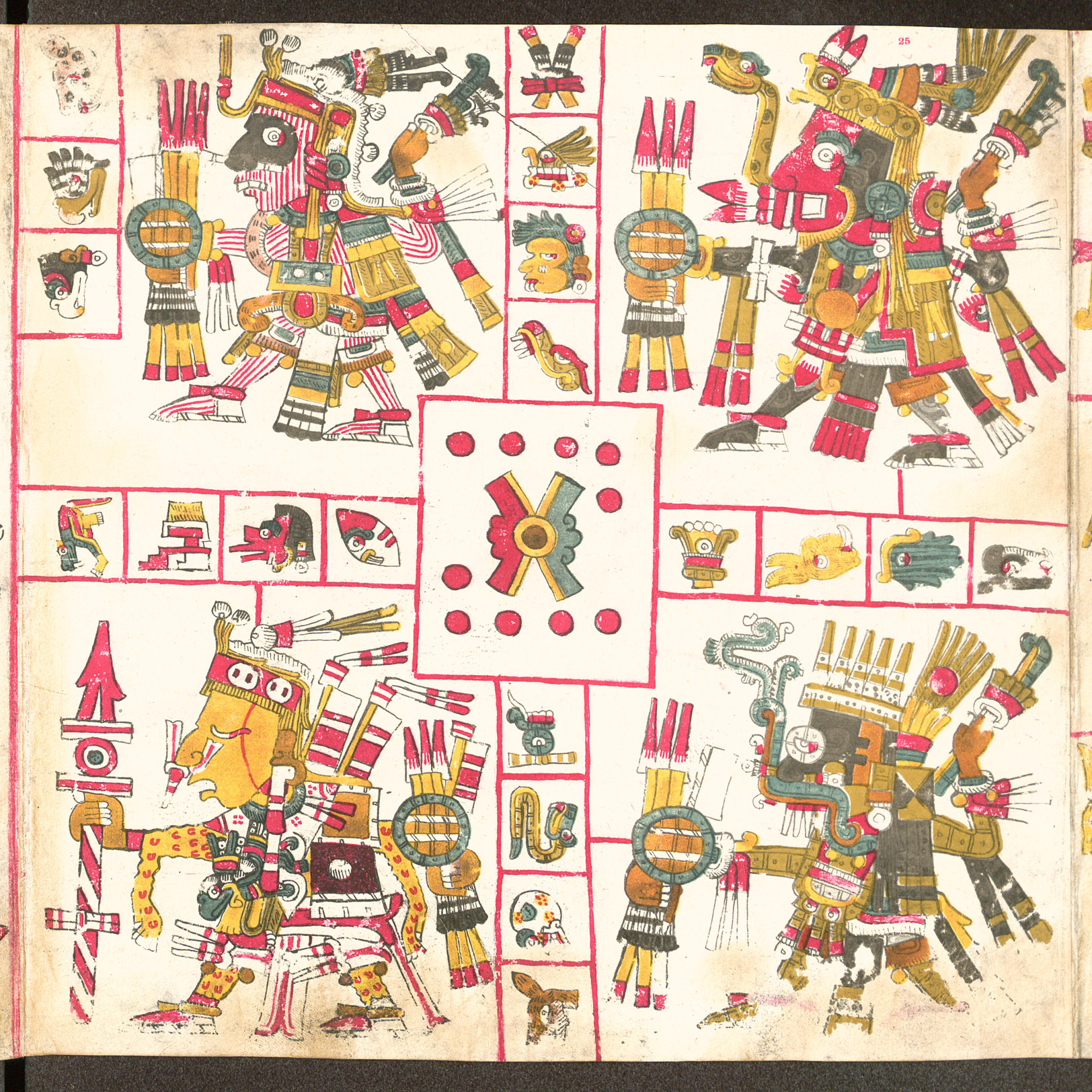
Protettori della Guerra; (1a) Tlaloc, (1b) Xiuhtecuhtli, (2a) Mixcoatl, (2b) Xipe-Totec.

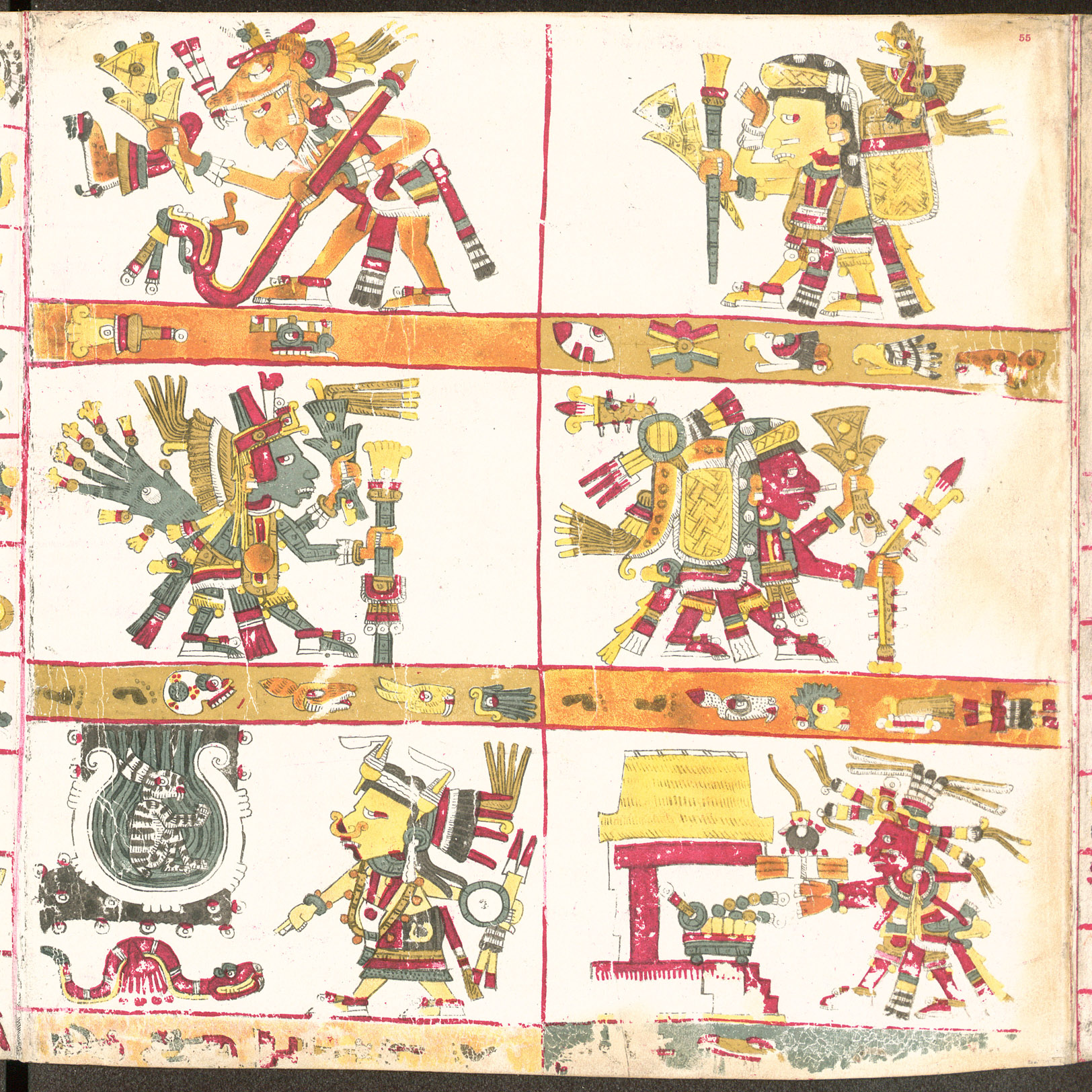
Protettori dei Mercanti; (1a) Huehuecoyotl, (1b) Zacatzontli, (2a) Yacatecuhtli, (2b) Tlacotzontli, (3a) Tlazolteotl, (3b) Tonatiuh.

- Acolmiztli: dio del mondo sotterraneo di Mictlan
- Amimitl: dio dei laghi e dei pescatori
- Atl: dio dell'acqua
- Atlacamani: dea delle tempeste oceaniche e degli uragani
- Atlacoya: dea della siccità e del pulque
- Atlatonin: divinità madre e dea delle coste
- Atlaua: dio dell'acqua e protettore dei pescatori e degli arcieri
- Ayauhteotl: dea del crepuscolo, della vanità e della fama e personificazione delle nebbie e del fumo che controllava
- Camaxtli: dio della caccia, della guerra, del fato e del fuoco. Divinità-guida dei sacrifici umani e dei guerrieri che vengono uccisi in battaglia, sotto la parte orientale del cielo, dove diventeranno stelle
- Centeotl: dio del mais e delle messi
- Centzon Totochtin: conigli-divinità e dei dell'ubriachezza
- Centzonuitznaua: stelle del sud
- Chalchiuhtlatonal: dio dell'acqua
- Chalciuhtlicue: dea dei laghi, dei ruscelli e di tutte le acque, oltre che dea della bellezza
- Chalchiutotolin: dio della malattia e delle epidemie
- Chalmecatl: dio del mondo sotterraneo ossia Mictlan, il nord
- Chantico: dea del fuoco
- Chicomecoatl: dea della terra, delle messi, del mais e della fertilità
- Chicomexochtli: dio dei pittori e degli artisti
- Chiconahui: dea domestica della fertilità, protettrice della famiglia e della casa
- Chiconahuiehecatl: dio che partecipò alla creazione del mondo
- Cihuatecayotl: dio del vento dell'ovest
- Citlalatonac: creatore delle stelle
- Citlalicue: creatore delle stelle
- Coatlicue: dea azteca del fuoco e della fertilità
- Cochimetl: dio del commercio e dei mercanti
- Coyolxauhqui: dea della Luna
- Deviank: dio del suono derivante dal fuoco
- Ehecatl: dio del vento
- Huehueteotl: personificazione della vita dopo la morte, della luce nell'oscurità e del cibo durante la carestia
- Huitzilopochtli: dio della guerra e uno degli dei del sole
- Huitztlampaehecatl: dio del vento del sud
- Huixtocihuatl: dea della fertilità, del sale e dell'acqua salata
- Ikitan: dio del suono derivante dalla pietra
- Itztlacoliuhqui-Ixquimilli o Itzli: dio dell'oscurità, dei disastri, della febbre e dell'ossidiana; anche dio della pietra, in modo specifico, dei coltelli di pietra sacrificali, dio della seconda ora della notte, della giustizia e della stella nascente
- Itzpapalotl: dea scheletrica - governava sul mondo paradisiaco di Tomoanchan, dea protettrice delle donne morte durante il parto e rappresentava lo spirito ancestrale delle tztitzimime
- Ixtlilton: dio della guarigione, della medicina, del mais, delle feste, dei giochi e delle celebrazioni
- Īxotecuhtli: dio della libertà nei vari sensi
- Maishi: dio del suono derivante dal vento
- Malinalxochi: orchessa e dea dei serpenti, degli scorpioni e degli insetti del deserto. Sorella di Huitzilopochtli
- Mayahuel: dea dell'alcool
- Metztli: dea della luna, della notte e dei contadini. Temeva il sole ed il suo fuoco
- Mextli: dio della guerra e delle tempeste, nacque con indosso un'armatura da guerriero. A lui venivano dedicati ogni anno centinaia di sacrifici umani. È dal suo nome che ha avuto origine la parola Messico
- Mictecacihuatl: dea del mondo sotterraneo: Mictlan, il nord
- Mictlampaehecatl: dio del vento del nord
- Mictlantecuhtli: dio azteco dei morti, re di Mictlan
- Mixcoatl: dio della caccia, della stella del nord e della guerra
- Nanauatzin: dio del sole
- Omacatl: dio dei festeggiamenti, delle celebrazioni e della felicità
- Omecihuatl: dea della creazione, creatrice di ogni forma di vita sulla terra
- Ometecuhtli: dio del fuoco e della creazione, creatore di ogni forma di vita sulla terra
- Ometeotl: dio/dea ermafrodita della dualità
- Opochtli: dio mancino della caccia e della pesca: "colui che lancia la freccia con la mano sinistra"
- Patecatl: dio della guarigione e della fertilità ed anche signore dell'agave e della bevanda pulque che si ricava da essa, scoprì il peyote
- Painal: messaggero di Huitzilopochtli, prese le sue sembianze mentre il dio era intrappolato nel mondo sotterraneo, dio dei mercanti ma anche dei dottori e della medicina, ed assisteva i malati e i feriti
- Piltzintecuhtli: dio del Sole all'alba, ma anche delle piante allucinogene
- Quetzalcoatl: la principale divinità della mitologia mesoamericana, rappresenta l'unione fra cielo e terra, dio del vento, del ciclo vitale, della conoscenza, della vegetazione rinnovata, di Venere, dell'alba, dei mercanti, delle arti e dei mestieri
- Quolcat: dio del suono derivante dall'acqua
- Tecciztecatl: dio della Luna
- Teoyaomquil: dio dei guerrieri uccisi in battaglia
- Tepeyollotl: dio dei terremoti, dell'eco, dei giaguari e delle Otto Ore della Notte
- Tepeyotl: dea della montagna, nome azteco della sposa del dio-giaguaro. Madre di Centeotl
- Teteoinnan: madre degli dei, dea della guarigione e dei bagni di vapore e personificazione del potere della natura
- Tezcatlipoca: dio della notte, del nord, delle tentazioni, della guerra, dell'inganno, della magia, della Terra, del giudizio e della bellezza
- Tlaloc: dio della pioggia, del fulmine e della fertilità
- Tlalocayotl: dio del vento dell'est
- Tlazolteotl: dea-madre della terra, della sessualità, del sesso, della nascita e della fertilità
- Tloquenahuaque: creatore e sovrano, dio della creazione, del mistero e dell'ignoto
- Tonacacihuatl: dea della fertilità, invocata per rendere la terra feconda e dispensatrice di frutti
- Tonacatecuhtli: dio della fertilità
- Tonantzin: dea-madre. Viene a volte raffigurata come un rospo che ingoia un coltello di pietra
- Tonatiuh: dio del sole e della guerra
- Ueuecoyotl: (significa "vecchio, vecchio coyote"), dio della promiscuità, di ciò che è selvaggio, della musica, della danza e della canzone, viene spesso associato a Xolotl.
- Xipe-Totec: dio della rinascita dopo la morte, dell'agricoltura, dell'occidente, delle malattie, della primavera, dei fabbri, delle stagioni e dell'oro
- Xochcua: dio dei disboscamenti
- Xochipilli: dio dell'amore, dei giochi, della bellezza, dell'omosessualità, della danza, dei fiori, del mais e della musica
- Xochiquetzal: dea dei fiori, della fertilità, dei giochi, della danza e dell'agricoltura, oltre che degli artigiani, delle prostitute e delle donne incinte
- Xocotl: dio delle stelle e del fuoco che regna sul fuoco
- Xolotl: dio dei lampi e quello che aiuta i morti nel loro cammino verso Mictlan
- Yacatecuhtli: dio dei viaggiatori (specialmente mercanti), del commercio e dei viaggi commerciali